# ポルテ金沢
ポルテ金沢（ポルテかなざわ）は、石川県金沢市の金沢駅兼六園口（東口）前に建つ、ホテル・店舗・ホール・オフィスなどの複合ビルである。
高さ130.5mで、北陸地方で一番高いビルである。キーテナントはホテル日航金沢で、1階南側に車寄せとフロントをもち、1階から6階の南側と17階から30階までに、レストランやバンケット、客室を配している。そのほか、地下1階から5階までに各種レストランや店舗など、6階から14階にオフィスなどが入居する。「ポルテ」はフランス語に由来している。
1991年（平成3年）3月 - 1994年（平成6年）3月にかけて建設された。

## 概要
金沢駅東口の正面にある金沢駅前中央交差点を頂点の1つとする三角形の敷地に建ち、昭和大通り（石川県道146号金沢停車場南線）に面している。また、このビルの地下1階は、金沢駅東口から続く地下通路と直結している。
この敷地は、金沢駅前第一地区第一種市街地再開発事業で整備された街区1に当たる。地下2階にある450台の駐車場に加えて、一方通行路を挟んだ小さな敷地の街区2に、ポルテ金沢月極立体駐車場も設置されている。
日本建築学会北陸支部による、1995年（平成7年）度の北陸建築文化賞を受賞している。
低層部にある専門店街は、1994年（平成6年）の開業当初から3階フロアが埋まらず、1999年（平成11年）には2階の1,357m2を借りてギフトショップを出店していた地元百貨店大和が閉店して撤退するなど、開業当初から常時空き店舗が存在する状況が続いていた。
その後、鼓門（つづみもん）と、ガラス屋根のもてなしドームで知られる、金沢駅東口広場の整備事業が2005年（平成17年）3月に完了し、その頃からテナントが増加。駅東口北側のショッピングモール、金沢フォーラスの開業前月の2006年（平成18年）10月には、空き店舗が1店舗に減少して、開業以来最小となったことが報道された。

## 主な施設
- ホテル日航金沢（1F～6F、17F～30F、1994年4月10日開業[8]）
- 金沢市アートホール（6F） 308席
- セントラルフィットネスクラブ金沢（4、5F）
- オフィス棟（6F～14F）
- 専門店街（B1F～3F）
- 北陸銀行金沢駅前支店（1F）
- 北陸先端科学技術大学院大学金沢駅前オフィス（9F）
- ドコモショップ金沢駅前店（1F）
- トヨタレンタリース石川金沢駅東口店（1F）

## アクセス
- 西日本旅客鉄道（JR西日本）金沢駅兼六園口（東口）または北陸鉄道北鉄金沢駅より徒歩3分